# Power Macintosh 4400

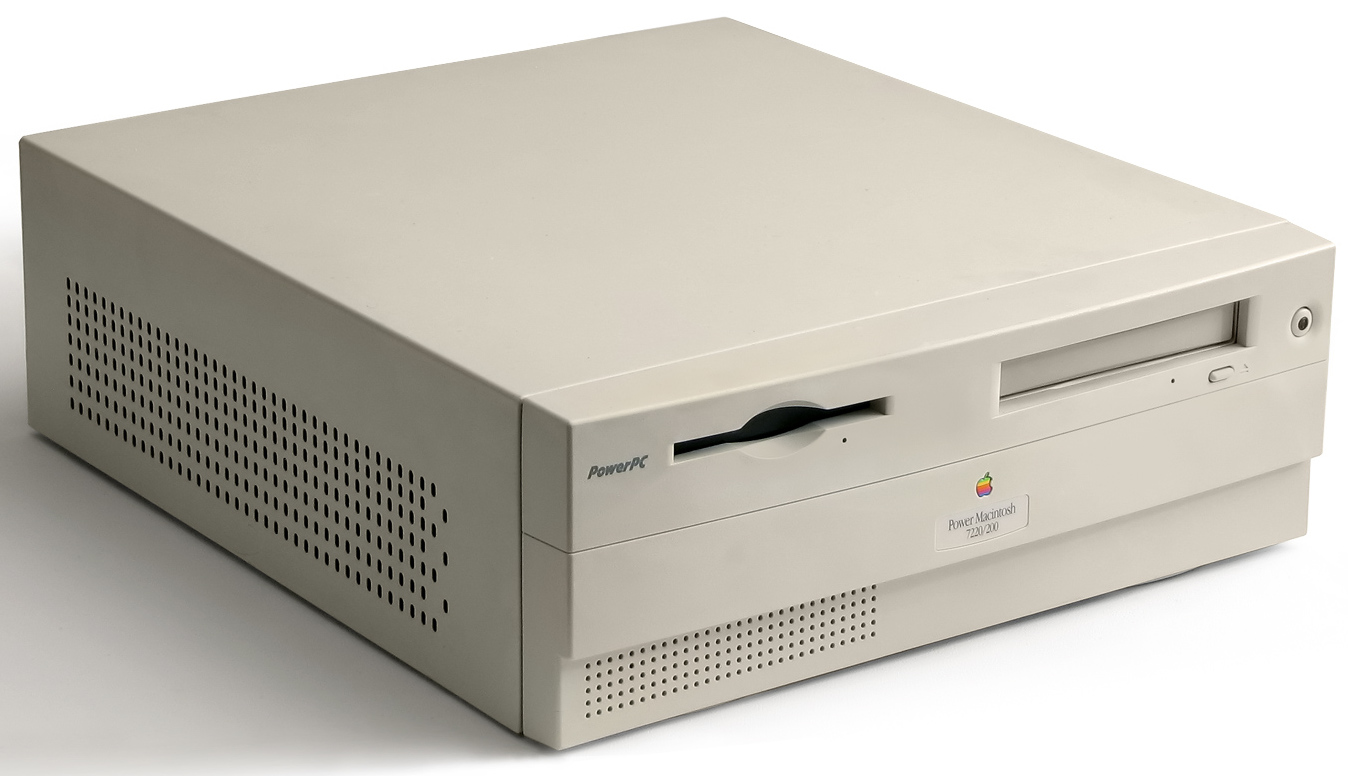
Power Macintosh 7220, version australienne du 4400

Le Power Macintosh 4400 fut la première tentative d'Apple pour faire un ordinateur moins cher en utilisant plus de composants standards. Il était dans un nouveau boîtier au format bureau. Il intégrait initialement un processeur PowerPC 603e cadencé à 160 MHz, 16 Mio de mémoire vive, un disque dur de 1,2 Go et un modem intégré. Il était vendu en bundle avec un écran 14, 15 ou 17", un clavier et une souris à partir de 1 500 $, ce qui était très compétitif comparé à la puissance du processeur.
Il fut d'abord commercialisé seulement en Europe en novembre 1996. Il fut mis à jour en février 1997 avec un processeur cadencé à 200 MHz, 256 Kio de mémoire cache de niveau 2, et une carte Ethernet 10BASE-T en standard. Ce modèle fut aussi commercialisé aux États-Unis. Il était vendu en Australie sous le nom de Power Macintosh 7220.
Un modèle PC Compatible fut disponible en avril 1997. Ce modèle était doté d'une carte processeur Cyrix P166 (un Pentium cadencé à 166 MHz) occupant l'un des slots PCI.

## Caractéristiques
- processeur : PowerPC 603e 32 bit cadencé à 160 MHz
- bus système 64 bit à 40 MHz
- mémoire morte : 4 Mio
- mémoire vive : 16 ou 32 Mio, extensible à 96 Mio (modèle 160 MHz) ou 160 Mio (modèle 200 MHz)
- mémoire cache de niveau 1 : 32 Kio
- mémoire cache de niveau 2 : 256 Kio (modèle 200 MHz uniquement)
- disque dur ATA de 1,2 Go (2 Go en option pour le modèle 200 MHz)
- lecteur de disquette 1,44 Mo 3,5"
- lecteur CD-ROM 8x (12x sur certains modèles à 200 MHz)
- modem interne 28,8 kbit/s
- mémoire vidéo : 1 Mio de DRAM extensible à 4 Mio (en remplaçant la barrette de 1 Mio par une de 2 ou 4 Mio)
- résolutions supportées :
  - 512 × 384 en 16 bits (24 bits avec 2 ou 4 Mio de VRAM)
  - 640 × 480 en 16 bits (24 bits avec 2 ou 4 Mio de VRAM)
  - 800 × 600 en 16 bits (24 bits avec 2 ou 4 Mio de VRAM)
  - 832 × 624 en 16 bits (24 bits avec 2 ou 4 Mio de VRAM)
  - 1 024 × 768 en 8 bits (16 bits avec 2 Mio de VRAM, 24 bit avec 4 Mio de VRAM)
  - 1 152 × 870 en 8 bits (16 bits avec 2 ou 4 Mio de VRAM)
  - 1 280 × 1 024 seulement avec 2 Mio (8 bit) ou 4 Mio (16 bit) de VRAM
- slots d'extension :
  - 3 slots d'extension PCI (1 de 7" et 2 de 12")
  - 3 connecteurs mémoire de type DIMM EDO 3,3 V 168 broches (vitesse minimale : 60 ns) (2 barrettes de 64 Mio et une de 32)
- connectique :
  - 1 port SCSI (DB-25)
  - 2 ports Geoports
  - 1 port ADB
  - sortie vidéo DB-15
  - sortie audio : stéréo 16 bit
  - entrée audio : stéréo 16 bit
  - port Ethernet 10 Base-T (modèle 200 MHz uniquement)
- haut-parleur mono
- dimensions : 138 × 384 × 441 mm
- poids : 10,9 kg
- alimentation : 150 W
- systèmes supportés : Système 7.5.3 à Mac OS 9.1